# Lanchères
Lanchères é uma comuna francesa na região administrativa de Altos da França, no departamento de Somme. Estende-se por uma área de 16,39 km². Em 2010 a comuna tinha 936 habitantes (densidade: 57,1 hab./km²).